# Kirkpatrick
Kirkpatrick és una concentració de població designada pel cens dels Estats Units a l'estat d'Oregon. Segons el cens del 2000 tenia 172 habitants.

## Demografia
Segons el cens del 2000, Kirkpatrick tenia 172 habitants, 54 habitatges, i 44 famílies. La densitat de població era de 18,4 habitants per km².
Dels 54 habitatges en un 25,9% hi vivien nens de menys de 18 anys, en un 50% hi vivien parelles casades, en un 24,1% dones solteres, i en un 18,5% no eren unitats familiars. En el 13% dels habitatges hi vivien persones soles el 5,6% de les quals corresponia a persones de 65 anys o més que vivien soles. El nombre mitjà de persones vivint en cada habitatge era de 3,19 i el nombre mitjà de persones que vivien en cada família era de 3,25.
Per edats la població es repartia de la següent manera: un 30,2% tenia menys de 18 anys, un 8,7% entre 18 i 24, un 24,4% entre 25 i 44, un 25% de 45 a 60 i un 11,6% 65 anys o més.
L'edat mediana era de 38 anys. Per cada 100 dones de 18 o més anys hi havia 87,5 homes.
La renda mediana per habitatge era de 30.179 $ i la renda mediana per família de 30.893 $. Els homes tenien una renda mediana de 27.188 $ mentre que les dones 24.000 $. La renda per capita de la població era d'11.884 $. Aproximadament el 27,9% de les famílies i el 34,5% de la població estaven per davall del llindar de pobresa.

## Poblacions properes
El següent diagrama mostra les poblacions més properes.